# Llista d'asteroides/102001–102100
| Nom      | Designació provisional | Data de descobriment | Lloc de descobriment | Descobridor/s |
| -------- | ---------------------- | -------------------- | -------------------- | ------------- |
| 102001 - | 1999 RG79              | 7 de setembre, 1999  | Socorro              | LINEAR        |
| 102002 - | 1999 RR80              | 7 de setembre, 1999  | Socorro              | LINEAR        |
| 102003 - | 1999 RX80              | 7 de setembre, 1999  | Socorro              | LINEAR        |
| 102004 - | 1999 RC81              | 7 de setembre, 1999  | Socorro              | LINEAR        |
| 102005 - | 1999 RS81              | 7 de setembre, 1999  | Socorro              | LINEAR        |
| 102006 - | 1999 RA82              | 7 de setembre, 1999  | Socorro              | LINEAR        |
| 102007 - | 1999 RB82              | 7 de setembre, 1999  | Socorro              | LINEAR        |
| 102008 - | 1999 RD82              | 7 de setembre, 1999  | Socorro              | LINEAR        |
| 102009 - | 1999 RF82              | 7 de setembre, 1999  | Socorro              | LINEAR        |
| 102010 - | 1999 RE84              | 7 de setembre, 1999  | Socorro              | LINEAR        |
| 102011 - | 1999 RR84              | 7 de setembre, 1999  | Socorro              | LINEAR        |
| 102012 - | 1999 RV85              | 7 de setembre, 1999  | Socorro              | LINEAR        |
| 102013 - | 1999 RX85              | 7 de setembre, 1999  | Socorro              | LINEAR        |
| 102014 - | 1999 RH86              | 7 de setembre, 1999  | Socorro              | LINEAR        |
| 102015 - | 1999 RK87              | 7 de setembre, 1999  | Socorro              | LINEAR        |
| 102016 - | 1999 RY87              | 7 de setembre, 1999  | Socorro              | LINEAR        |
| 102017 - | 1999 RD89              | 7 de setembre, 1999  | Socorro              | LINEAR        |
| 102018 - | 1999 RD90              | 7 de setembre, 1999  | Socorro              | LINEAR        |
| 102019 - | 1999 RH90              | 7 de setembre, 1999  | Socorro              | LINEAR        |
| 102020 - | 1999 RK90              | 7 de setembre, 1999  | Socorro              | LINEAR        |
| 102021 - | 1999 RV92              | 7 de setembre, 1999  | Socorro              | LINEAR        |
| 102022 - | 1999 RX92              | 7 de setembre, 1999  | Socorro              | LINEAR        |
| 102023 - | 1999 RA93              | 7 de setembre, 1999  | Socorro              | LINEAR        |
| 102024 - | 1999 RY94              | 7 de setembre, 1999  | Socorro              | LINEAR        |
| 102025 - | 1999 RC97              | 7 de setembre, 1999  | Socorro              | LINEAR        |
| 102026 - | 1999 RF97              | 7 de setembre, 1999  | Socorro              | LINEAR        |
| 102027 - | 1999 RC98              | 7 de setembre, 1999  | Socorro              | LINEAR        |
| 102028 - | 1999 RL98              | 7 de setembre, 1999  | Socorro              | LINEAR        |
| 102029 - | 1999 RV99              | 8 de setembre, 1999  | Socorro              | LINEAR        |
| 102030 - | 1999 RJ100             | 8 de setembre, 1999  | Socorro              | LINEAR        |
| 102031 - | 1999 RC105             | 8 de setembre, 1999  | Socorro              | LINEAR        |
| 102032 - | 1999 RC106             | 8 de setembre, 1999  | Socorro              | LINEAR        |
| 102033 - | 1999 RU107             | 8 de setembre, 1999  | Socorro              | LINEAR        |
| 102034 - | 1999 RW107             | 8 de setembre, 1999  | Socorro              | LINEAR        |
| 102035 - | 1999 RG108             | 8 de setembre, 1999  | Socorro              | LINEAR        |
| 102036 - | 1999 RT108             | 8 de setembre, 1999  | Socorro              | LINEAR        |
| 102037 - | 1999 RU108             | 8 de setembre, 1999  | Socorro              | LINEAR        |
| 102038 - | 1999 RU109             | 8 de setembre, 1999  | Socorro              | LINEAR        |
| 102039 - | 1999 RT110             | 8 de setembre, 1999  | Socorro              | LINEAR        |
| 102040 - | 1999 RG112             | 9 de setembre, 1999  | Socorro              | LINEAR        |
| 102041 - | 1999 RT112             | 9 de setembre, 1999  | Socorro              | LINEAR        |
| 102042 - | 1999 RB114             | 9 de setembre, 1999  | Socorro              | LINEAR        |
| 102043 - | 1999 RU114             | 9 de setembre, 1999  | Socorro              | LINEAR        |
| 102044 - | 1999 RH115             | 9 de setembre, 1999  | Socorro              | LINEAR        |
| 102045 - | 1999 RQ115             | 9 de setembre, 1999  | Socorro              | LINEAR        |
| 102046 - | 1999 RG118             | 9 de setembre, 1999  | Socorro              | LINEAR        |
| 102047 - | 1999 RO120             | 9 de setembre, 1999  | Socorro              | LINEAR        |
| 102048 - | 1999 RJ121             | 13 de setembre, 1999 | Kitt Peak            | Spacewatch    |
| 102049 - | 1999 RM121             | 9 de setembre, 1999  | Socorro              | LINEAR        |
| 102050 - | 1999 RP122             | 9 de setembre, 1999  | Socorro              | LINEAR        |
| 102051 - | 1999 RR122             | 9 de setembre, 1999  | Socorro              | LINEAR        |
| 102052 - | 1999 RA125             | 9 de setembre, 1999  | Socorro              | LINEAR        |
| 102053 - | 1999 RB125             | 9 de setembre, 1999  | Socorro              | LINEAR        |
| 102054 - | 1999 RC125             | 9 de setembre, 1999  | Socorro              | LINEAR        |
| 102055 - | 1999 RH126             | 9 de setembre, 1999  | Socorro              | LINEAR        |
| 102056 - | 1999 RM126             | 9 de setembre, 1999  | Socorro              | LINEAR        |
| 102057 - | 1999 RL129             | 9 de setembre, 1999  | Socorro              | LINEAR        |
| 102058 - | 1999 RT129             | 9 de setembre, 1999  | Socorro              | LINEAR        |
| 102059 - | 1999 RM131             | 9 de setembre, 1999  | Socorro              | LINEAR        |
| 102060 - | 1999 RZ131             | 9 de setembre, 1999  | Socorro              | LINEAR        |
| 102061 - | 1999 RC132             | 9 de setembre, 1999  | Socorro              | LINEAR        |
| 102062 - | 1999 RN132             | 9 de setembre, 1999  | Socorro              | LINEAR        |
| 102063 - | 1999 RR134             | 9 de setembre, 1999  | Socorro              | LINEAR        |
| 102064 - | 1999 RW134             | 9 de setembre, 1999  | Socorro              | LINEAR        |
| 102065 - | 1999 RC136             | 9 de setembre, 1999  | Socorro              | LINEAR        |
| 102066 - | 1999 RV137             | 9 de setembre, 1999  | Socorro              | LINEAR        |
| 102067 - | 1999 RF138             | 9 de setembre, 1999  | Socorro              | LINEAR        |
| 102068 - | 1999 RC139             | 9 de setembre, 1999  | Socorro              | LINEAR        |
| 102069 - | 1999 RF139             | 9 de setembre, 1999  | Socorro              | LINEAR        |
| 102070 - | 1999 RH139             | 9 de setembre, 1999  | Socorro              | LINEAR        |
| 102071 - | 1999 RK139             | 9 de setembre, 1999  | Socorro              | LINEAR        |
| 102072 - | 1999 RE140             | 9 de setembre, 1999  | Socorro              | LINEAR        |
| 102073 - | 1999 RT140             | 9 de setembre, 1999  | Socorro              | LINEAR        |
| 102074 - | 1999 RN143             | 9 de setembre, 1999  | Socorro              | LINEAR        |
| 102075 - | 1999 RC144             | 9 de setembre, 1999  | Socorro              | LINEAR        |
| 102076 - | 1999 RL144             | 9 de setembre, 1999  | Socorro              | LINEAR        |
| 102077 - | 1999 RL146             | 9 de setembre, 1999  | Socorro              | LINEAR        |
| 102078 - | 1999 RS147             | 9 de setembre, 1999  | Socorro              | LINEAR        |
| 102079 - | 1999 RV147             | 9 de setembre, 1999  | Socorro              | LINEAR        |
| 102080 - | 1999 RP148             | 9 de setembre, 1999  | Socorro              | LINEAR        |
| 102081 - | 1999 RB149             | 9 de setembre, 1999  | Socorro              | LINEAR        |
| 102082 - | 1999 RK149             | 9 de setembre, 1999  | Socorro              | LINEAR        |
| 102083 - | 1999 RO149             | 9 de setembre, 1999  | Socorro              | LINEAR        |
| 102084 - | 1999 RF150             | 9 de setembre, 1999  | Socorro              | LINEAR        |
| 102085 - | 1999 RK150             | 9 de setembre, 1999  | Socorro              | LINEAR        |
| 102086 - | 1999 RT150             | 9 de setembre, 1999  | Socorro              | LINEAR        |
| 102087 - | 1999 RT151             | 9 de setembre, 1999  | Socorro              | LINEAR        |
| 102088 - | 1999 RA152             | 9 de setembre, 1999  | Socorro              | LINEAR        |
| 102089 - | 1999 RK152             | 9 de setembre, 1999  | Socorro              | LINEAR        |
| 102090 - | 1999 RP153             | 9 de setembre, 1999  | Socorro              | LINEAR        |
| 102091 - | 1999 RL154             | 9 de setembre, 1999  | Socorro              | LINEAR        |
| 102092 - | 1999 RD155             | 9 de setembre, 1999  | Socorro              | LINEAR        |
| 102093 - | 1999 RH155             | 9 de setembre, 1999  | Socorro              | LINEAR        |
| 102094 - | 1999 RH156             | 9 de setembre, 1999  | Socorro              | LINEAR        |
| 102095 - | 1999 RK156             | 9 de setembre, 1999  | Socorro              | LINEAR        |
| 102096 - | 1999 RX156             | 9 de setembre, 1999  | Socorro              | LINEAR        |
| 102097 - | 1999 RZ157             | 9 de setembre, 1999  | Socorro              | LINEAR        |
| 102098 - | 1999 RJ158             | 9 de setembre, 1999  | Socorro              | LINEAR        |
| 102099 - | 1999 RW158             | 9 de setembre, 1999  | Socorro              | LINEAR        |
| 102100 - | 1999 RG159             | 9 de setembre, 1999  | Socorro              | LINEAR        |